# .goog
.goog – domena TLD delegowana w ramach programu New gTLD ICANN. Google (Charleston Road Registry Inc.) zarządza TLD i jest jej rejestrem. Proponowany wniosek zakończył się sukcesem i został delegowany do Strefy Root w dniu 24 stycznia 2015 r.

## Szczegóły aplikacji
Poniżej zaczerpnięto z odpowiedzi wnioskodawcy na pytanie nr 18:
„Misją proponowanego gTLD, .goog, jest uczynienie światowych informacji powszechnie dostępnymi i użytecznymi poprzez usprawnione świadczenie usług Google. Celem proponowanego gTLD jest zapewnienie dedykowanej przestrzeni internetowej, w której Google może nadal wprowadzać innowacje swoją ofertę internetową. W szczególności nowa domena gTLD rozszerzy ofertę Google o istniejące rejestry, zapewni Google większą możliwość kategoryzowania swoich obecnych lokalizacji online na całym świecie oraz zapewni bardziej rozpoznawalną, markową i godną zaufania przestrzeń internetową zarówno dla ogółu użytkowników Internetu, jak i Pracownicy Google.
Charleston Road Registry uważa, że biorąc pod uwagę jej przeznaczenie przez Google, domena .goog gTLD najlepiej zwiększy wartość przestrzeni gTLD, pozostając całkowicie zamkniętą do wyłącznego użytku Google.
Nazwy domen drugiego poziomu w ramach proponowanej domeny gTLD są przeznaczone do rejestracji i używania wyłącznie przez firmę Google, a nazwy domen w ramach nowej domeny gTLD nie będą dostępne publicznie do zakupu, sprzedaży ani rejestracji. W związku z tym Charleston Road Registry zamierza wystąpić o zwolnienie z kodeksu postępowania operatora rejestru ICANN, ponieważ Google ma być jedynym rejestratorem i rejestrującym”.